# Etã
Etã (em hebraico: אֵתָם) (significa "sólido, duradouro") foi o segundo lugar em que os israelitas pararam durante o Êxodo. De acordo com a Torá, Etã estava à beira do deserto (ou seja, a margem da civilização). Tem sido sugerido que Etã é outro nome para Khetam, ou fortaleza, no Sur ou grande muralha do Egito, que se estendia desde o Mar Mediterrâneo até o Golfo de Suez. Ele pode estar perto da moderna cidade de  Ismaïlia.